# Marco Basaiti

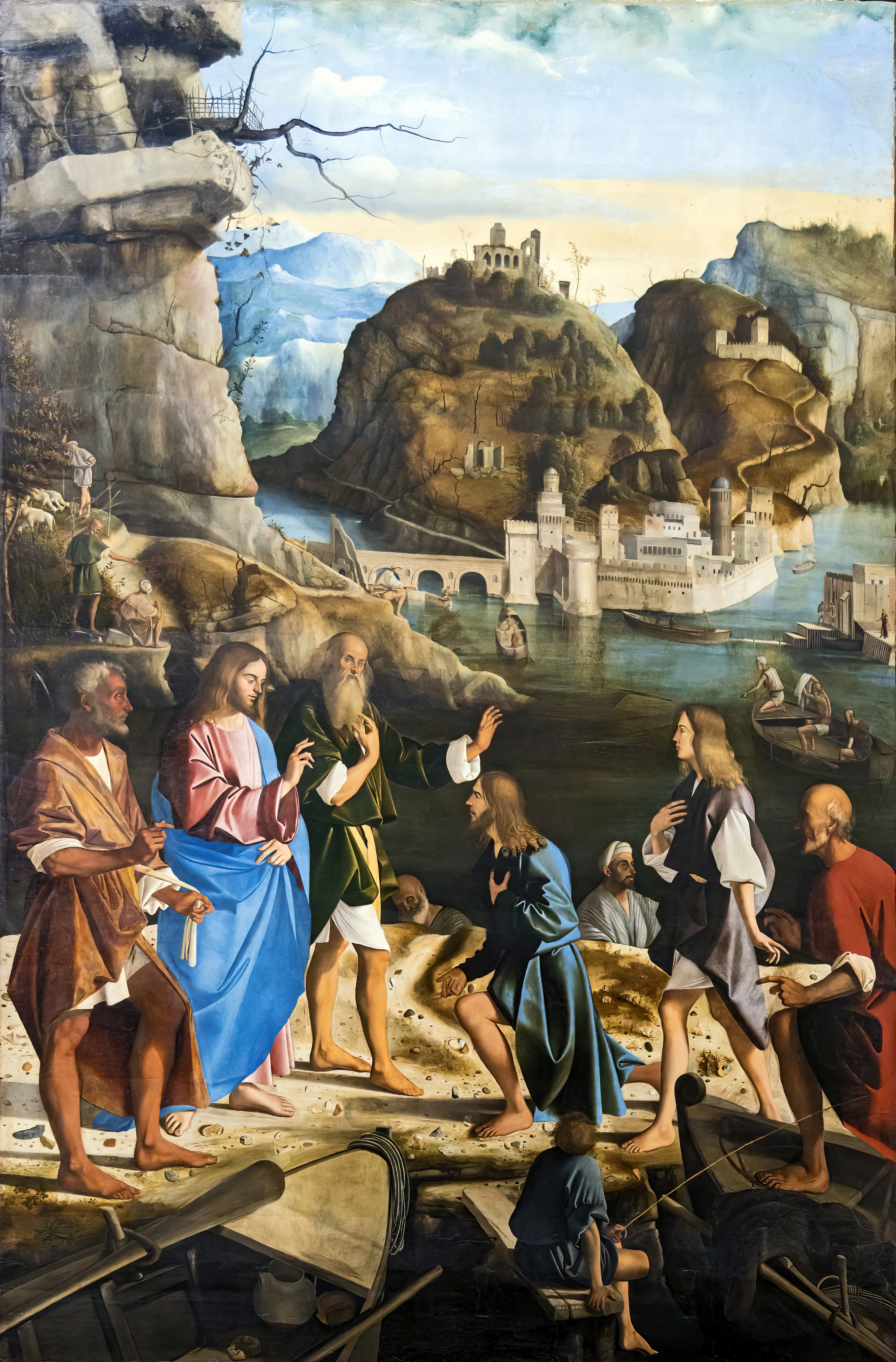
Vocazione dei figli di Zebedeo

Marco Basaiti (Venezia, 1470 – Venezia, 1530) è stato un pittore italiano, di origine greca o albanese.

## Biografia
La sua prima opera documentata fu Ritratto di giovane età del 1496, però solo con i lavori successivi apparve in tutta evidenza la tendenza del pittore e realizzare impasti cromatici e imponenti figure nello stile antonelliano e belliniano, il cui caposcuola a Venezia era Alvise Vivarini. Gli esempi più significativi, a tal riguardo furono le tavole con San Marco e il Cristo morto, oltre alle figure di San Sebastiano e San Girolamo realizzate presso la chiesa dei Frari a Venezia. Dopo la morte del Vivarini, Basaiti completò la pala di Sant'Ambrogio nella cappella dei Milanesi della Basilica di Santa Maria Gloriosa dei Frari, influenzato anche dai maestri toscani e lombardi.
Un certo legame con la tradizione del Quattrocento continuò a caratterizzare Basaiti, anche quando, risentendo dell'influenza di Giovanni Bellini e di Giorgione, raffinò gli impasti dei colori e si avvicinò ad una visione e interpretazione della natura più reale ed emozionale. Risalirono a questo periodo artistico la Deposizione e la Vocazione dei figli di Zebedeo (1510), con lo splendido scenario di una fertile natura composito di luminose figure avvolte in giochi di luci e ombre.
Di notevole impatto per lo spettatore apparirono anche il Cristo risorto, con l'effetto delle nubi avvolgenti il castello, la Madonna adorante col Bambino e l'Orazione del Monte degli Ulivi (1515), nel quale il contrasto fra il paesaggio di una dolcezza poetica e la rigorosa figura degli Apostoli volge a favore della natura. Si distinse complessivamente più nella ritrattistica che nelle composizioni.
Il suo nome è stato talvolta confuso con quello del collega Andrea Busati, e questo equivoco ha creato qualche difficoltà nella ricostruzione biografica di entrambi i pittori.

## Opere
- Ritratto di giovane, Londra, National Gallery;
- Madonna col Bambino, Londra, National Gallery;
- Sant'Ambrogio in trono tra santi e angeli musicanti ed incoronazione della Vergine, Venezia, chiesa dei Frari, cappella dei Milanesi;
- La chiamata dei figli di Zebedeo, Venezia, Gallerie dell'Accademia;
- Orazione nell'orto, Venezia, Gallerie dell'Accademia;
- Il Salvatore, Bergamo, Accademia Carrara;
- San Giorgio che uccide il drago, Venezia, Gallerie dell'Accademia;
- San Giacomo e S. Antonio, Venezia, Gallerie dell'Accademia;
- Cristo morto tra due angioletti, Venezia, Gallerie dell'Accademia;
- Madonna col bambino ed un devoto, Museo Correr di Venezia;
- Madonna e quattro santi ed un angelo musicante, San Pietro Martire di Murano;
- San Pietro in cattedra tra quattro santi, San Pietro di Castello a Venezia;
- Madonna col Bambino tra i santi Pietro e Liberale, Museo Civico di Padova;
- Cristo risorto, Ambrosiana di Milano.[2]

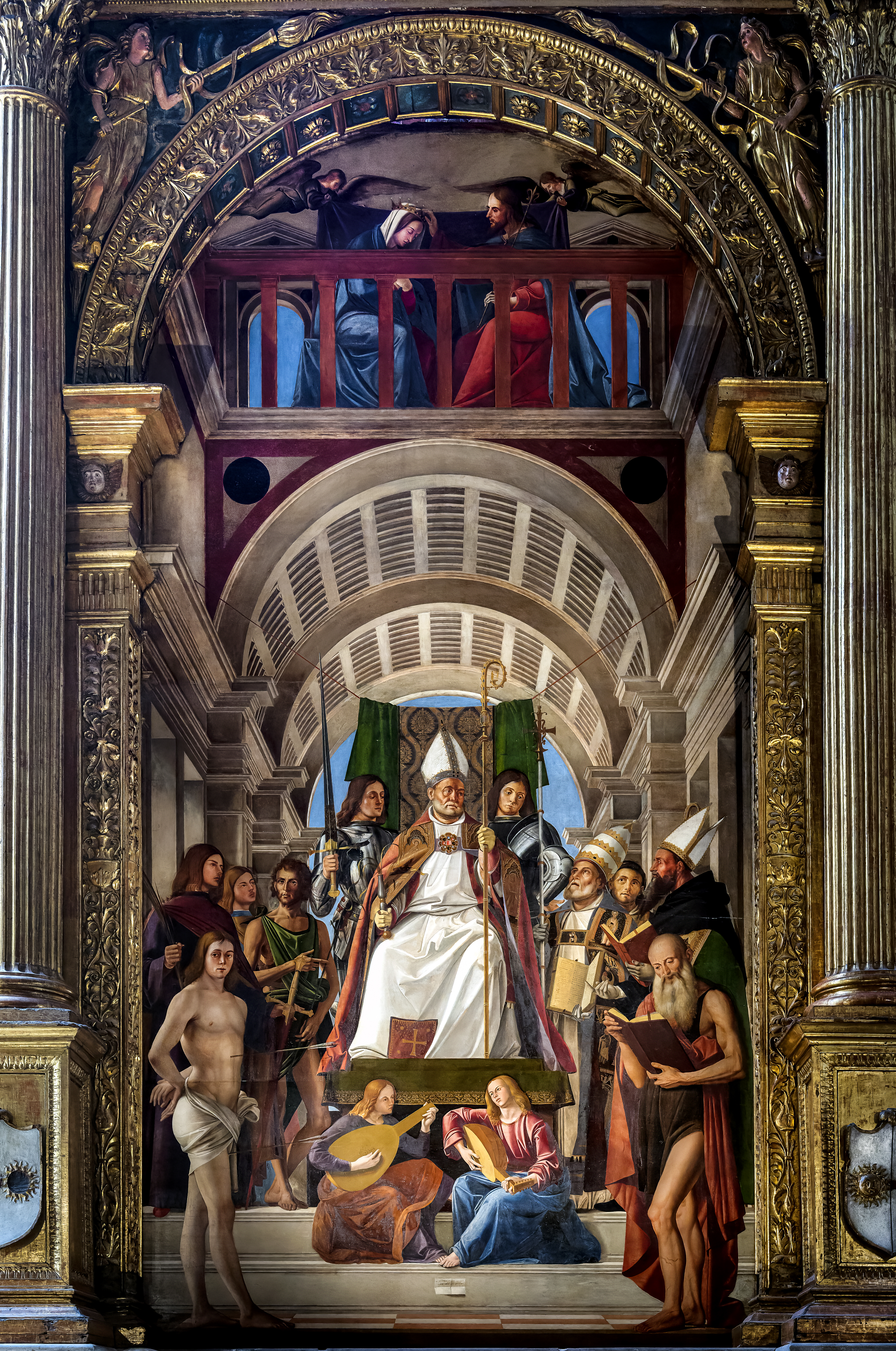
Pala d'altare di Sant'Ambrogio, Venezia, Basilica di Santa Maria Gloriosa dei Frari.
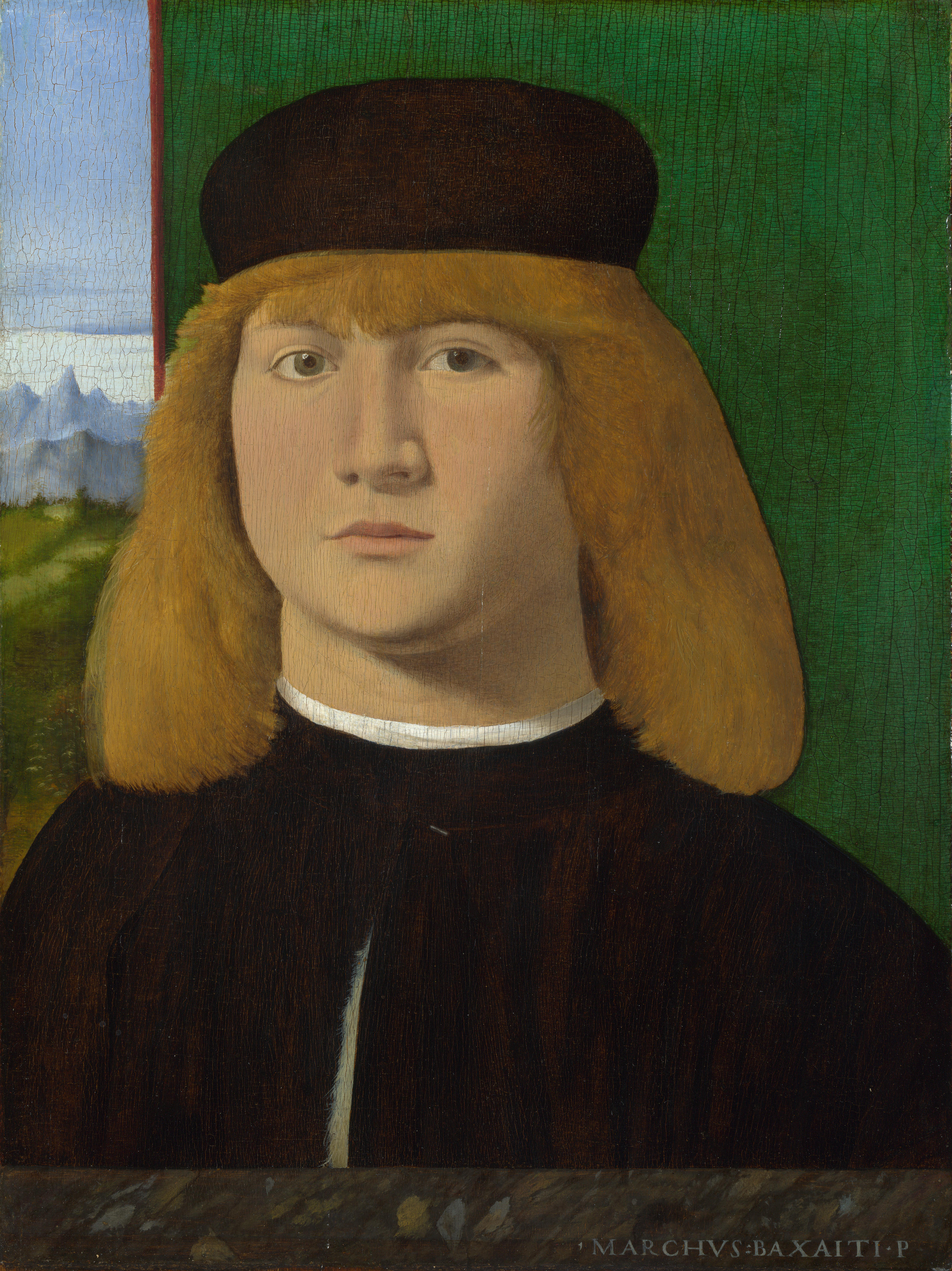
Ritratto di giovane, Londra, National Gallery.
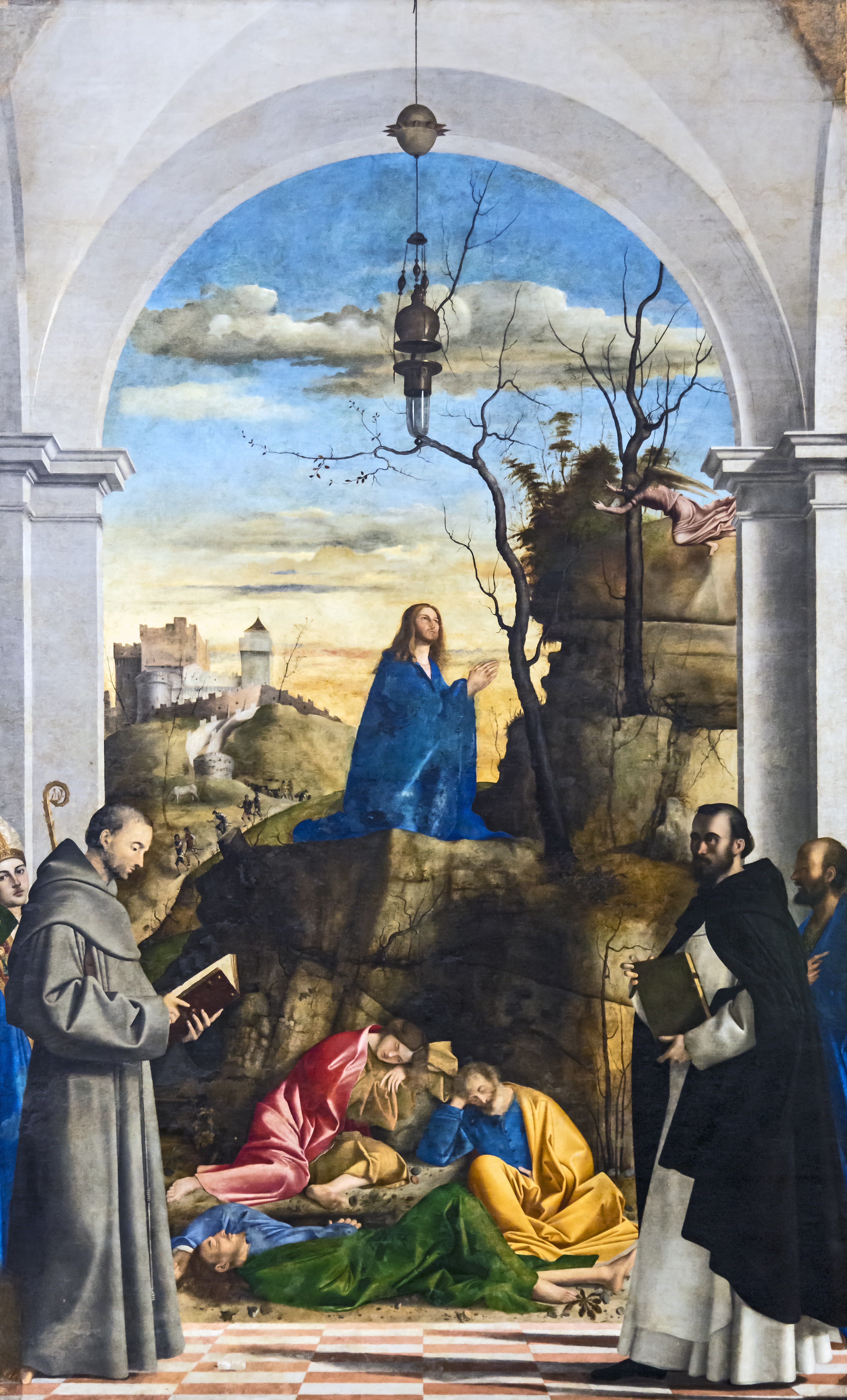
Orazione nell'orto, Venezia, Gallerie dell'Accademia.
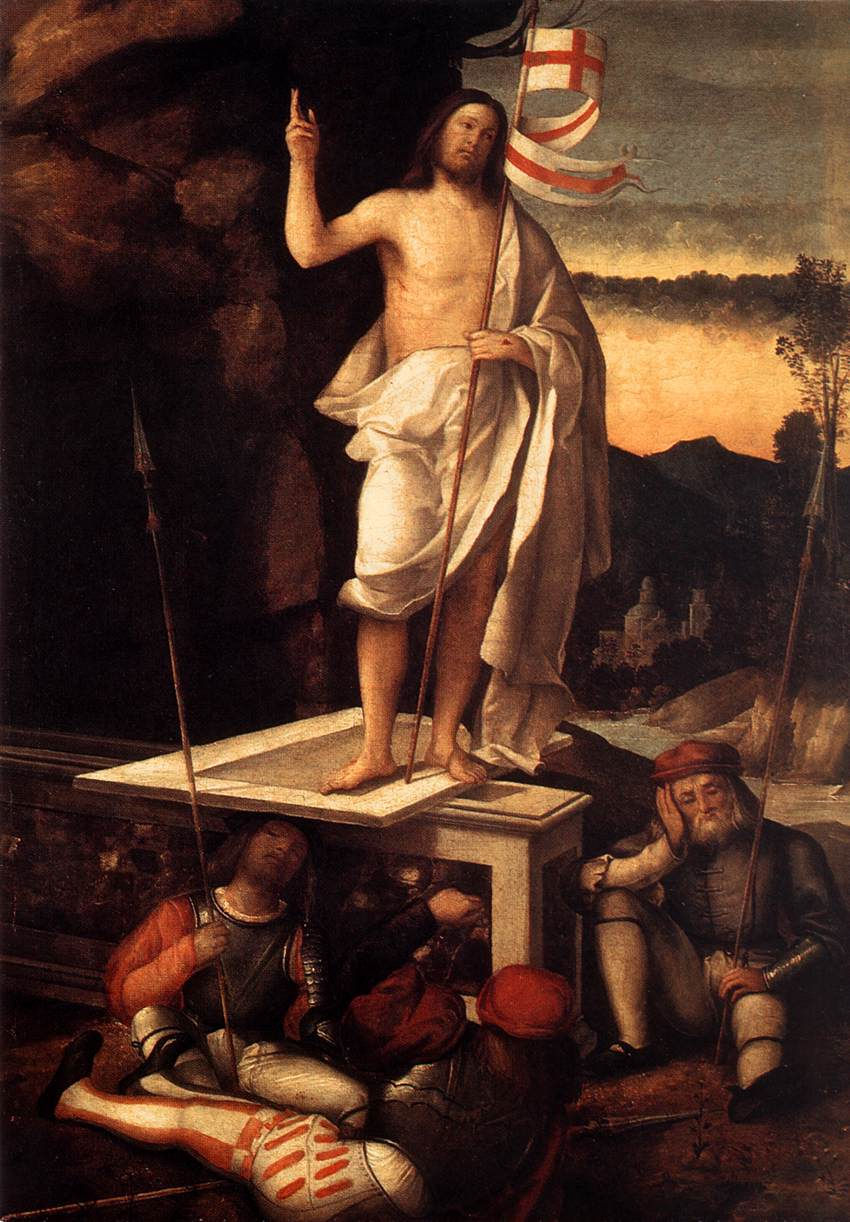
Risurrezione di Cristo, Bergamo, Accademia Carrara.
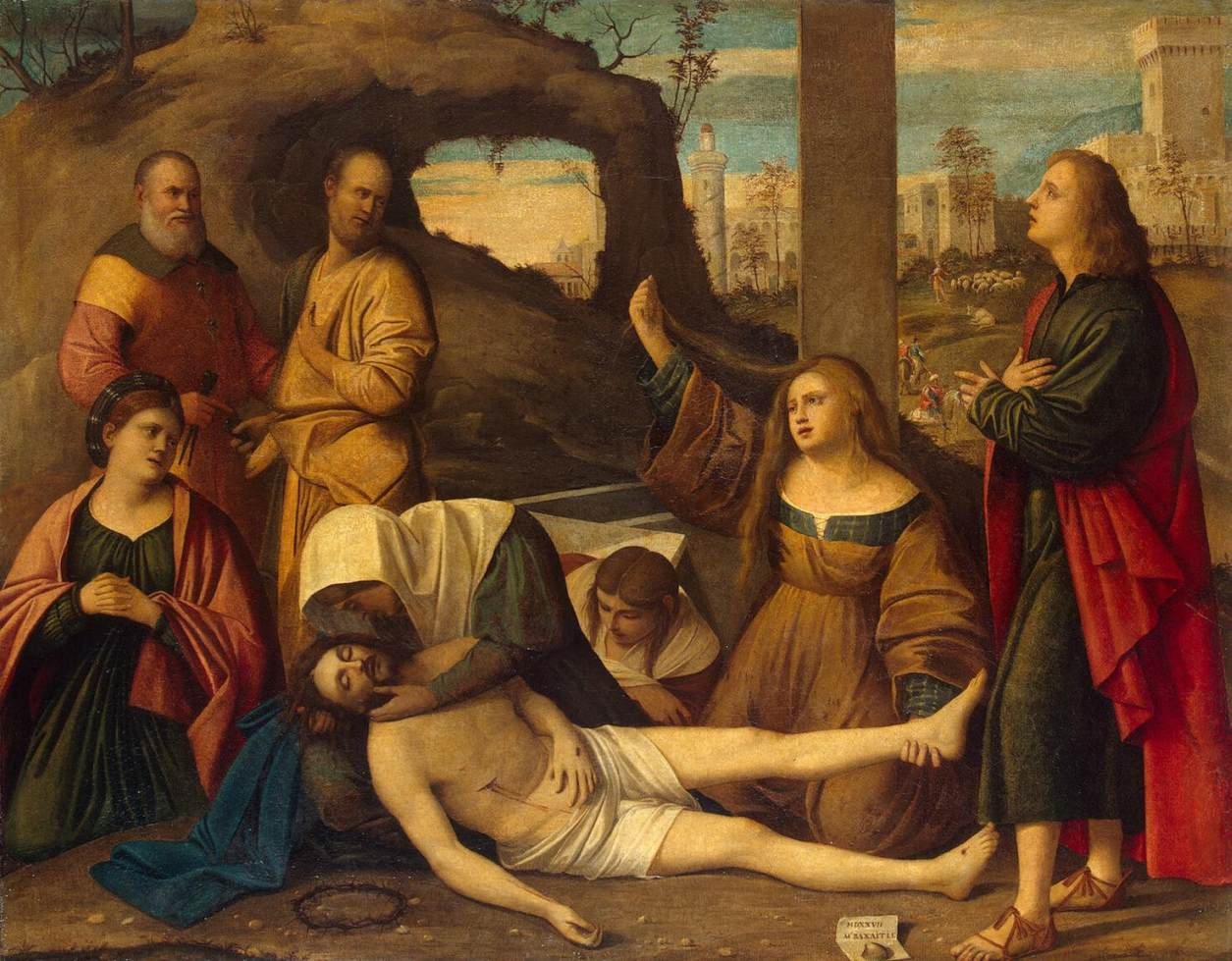
Il lamento dopo la morte di Cristo, San Pietroburgo, Ermitage.